# Hässlås kapell
Hässlås kapell är en kyrkobyggnad som tillhör Stafsinge församling i Göteborgs stift. Den ligger i Falkenbergs kommun. 

## Kyrkobyggnad
Kapellet uppfördes 1927 efter ritningar av firman A. och C.V. Gustafsson i Borås. Det drivs och förvaltas av Hässlås kapellstiftelse och sköts av frivilliga medarbetare. Byggnaden har stående, ljust målad träpanel och skiffertäckt tak. Plan med ett rektangulärt långhus, separat kor med vidbyggd sakristia och en tornliknande takryttare med reslig spira över långhusets västgavel. 
Kyrkorummet har ett vitmålat, femfasat tak och vitmålade väggar med rundvälvda fönsteröppningar. Mittgång med fasta bänkkvarter. Koret är avskilt genom en triumfbåge.

## Inventarier
- Altartavla i mosaik bestående av en vit häst med en ryttare med segerkrans.
- Dopfunten, som är flyttbar, är placerad på en träpelare. Den skänktes 1936 till kapellet av syföreningen.
- Sedan 1994 finns en piporgel på läktaren. Den är byggd 1975 och inköptes begagnad.